# Amity Point
Amity Point is een plaats in de Australische deelstaat Queensland en telt 436 inwoners (2006).